# Satoshō
Satoshō (japanska: 里庄町?, Satoshō-chō) är en landskommun (köping) i Okayama prefektur i Japan.  